# Pat Carroll
Patrick Graham Carroll, más conocido como Pat Carroll, (nacido el 10 de septiembre de 1982 en Pittsburgh, Pennsylvania) es un exjugador de baloncesto estadounidense. Con 1.96 metros de estatura, jugaba en la posición de alero. Es el hermano del también jugador de baloncesto Matt Carroll.

## Trayectoria
- Universidad de Saint Joseph  (2001-2005)
- NSB Rieti (2005)
- BCM Gravelines  (2006-2007)
- CB Sevilla  (2007-2008)
- Lucentum Alicante  (2008)
- Club Baloncesto Rosalía de Castro  (2008)
- Tenerife Baloncesto  (2008-2009)
- Iowa Energy  (2009-2010)
- Ikaros Esperos  (2010)